# مهرجان خالد بن حمد للمسرح الشبابي
تمثل جائزة خالد بن حمد للمسرح الشبابي، انطلاقة جديدة للأندية الوطنية والمراكز الشبابية لخوض غمار نشر الثقافة في المجتمع البحريني، وإبراز المواهب الشبابية في أجواء تتسم بالمنافسة الشريفة وبصورة تليق بمملكة البحرين كدولة رائدة في المجال المسرحي.
تأتي الجائزة لتعيد الوهج إلى المسارح في الأندية الوطنية والمراكز الشبابية بقوة، من خلال رعاية كريمة من سمو الشيخ خالد بن حمد آل خليفة النائب الأول لرئيس المجلس الأعلى للشباب والرياضة .
وقد تبنت وزارة شئون الشباب والرياضة الجائزة عبر تشكيل لجنة عليا وفرت كل الإمكانيات والتسهيلات لإنجاحها، واختيار لجنتي تقييم وتحكيم تضمّان مجموعة من الفنانين من أصحاب الخبرات المسرحية، كما تم وضع مجموعة من المعايير الموضوعية والفنية لاختيار الأعمال المسرحية التي ستحصل على الجوائز.

## العروض المشاركة في النسخة الثانية 2016
| المسرحية       | الدولة  | المؤلف                | المخرج                | المركز الشبابي/ النادي  |
| -------------- | ------- | --------------------- | --------------------- | ----------------------- |
| مرواس          | البحرين | البسام علي            | البسام علي            | مركز شباب الرفاع        |
| في رأسي بطل    | البحرين | عبدالكريم العامري     | رضا الحساوي           | نادي بوري الثقافي       |
| مدينة كل مكان  | البحرين | سوسن دروزة            | إسماعيل مراد          | مركز شباب الزلاق        |
| بيت العزلة     | البحرين | سعيد حجاج             | عمر السعيدي           | جمعية الصداقة للمكفوفين |
| الزبون الصعب   | البحرين | ماكس رينيه            | جاسم طلاق             | نادي توبلي              |
| الحوشي         | البحرين | ناصر نظام             | ناصر نظام             | مركز شباب المحرق        |
| نجمة سهيل      | البحرين | محمود العلوي          | علي عادل              | مركز شباب البحير        |
| ترانزيت        | البحرين | إسحاق عبدالله         | إسحاق عبدالله         | نادي الاتحاد            |
| لن البس حذاءكم | البحرين | حسن فلامرزي           | حسن فلامرزي           | مركز سلمان الثقافي      |
| الأيام السبعة  | البحرين | علي الزيدي            | عبدالله البكري        | مركز شباب الشاخورة      |
| بلا            | البحرين | عثمان الشطي           | نضال العطاوي          | نادي الحالة             |
| شهالزمن        | البحرين | عبد الله يوسف (توضيح) | عبد الله يوسف (توضيح) | مركز شباب مدينة حمد     |